# Immenhofen (Westhausen)
Immenhofen ist ein Teilort von Westhausen im Ostalbkreis in Baden-Württemberg.

## Beschreibung
Der Weiler liegt etwa zwei Kilometer westnordwestlich von Westhausen. Der Ort liegt direkt an der Bundesstraße 290.

## Geschichte
Die Endung -hofen des Ortsnamens deutet darauf hin, dass der Ort in der älteren Ausbauzeit (7. bis 10. Jahrhundert) besiedelt wurde. Der Ortsname steht vermutlich für Hof des Immo / Ymo.
Erste Erwähnung findet der Ort erstmals 1460 als Ymenhofen. Der Ort gehörte teilweise zur Herrschaft Alfingen und kam nach Aussterben der Ahelfinger zum ellwangischen Amt Oberalfingen. Mit diesem kam es im Zuge des Zerfalls des Alten Reiches an das Königreich Württemberg.

## Bauwerke

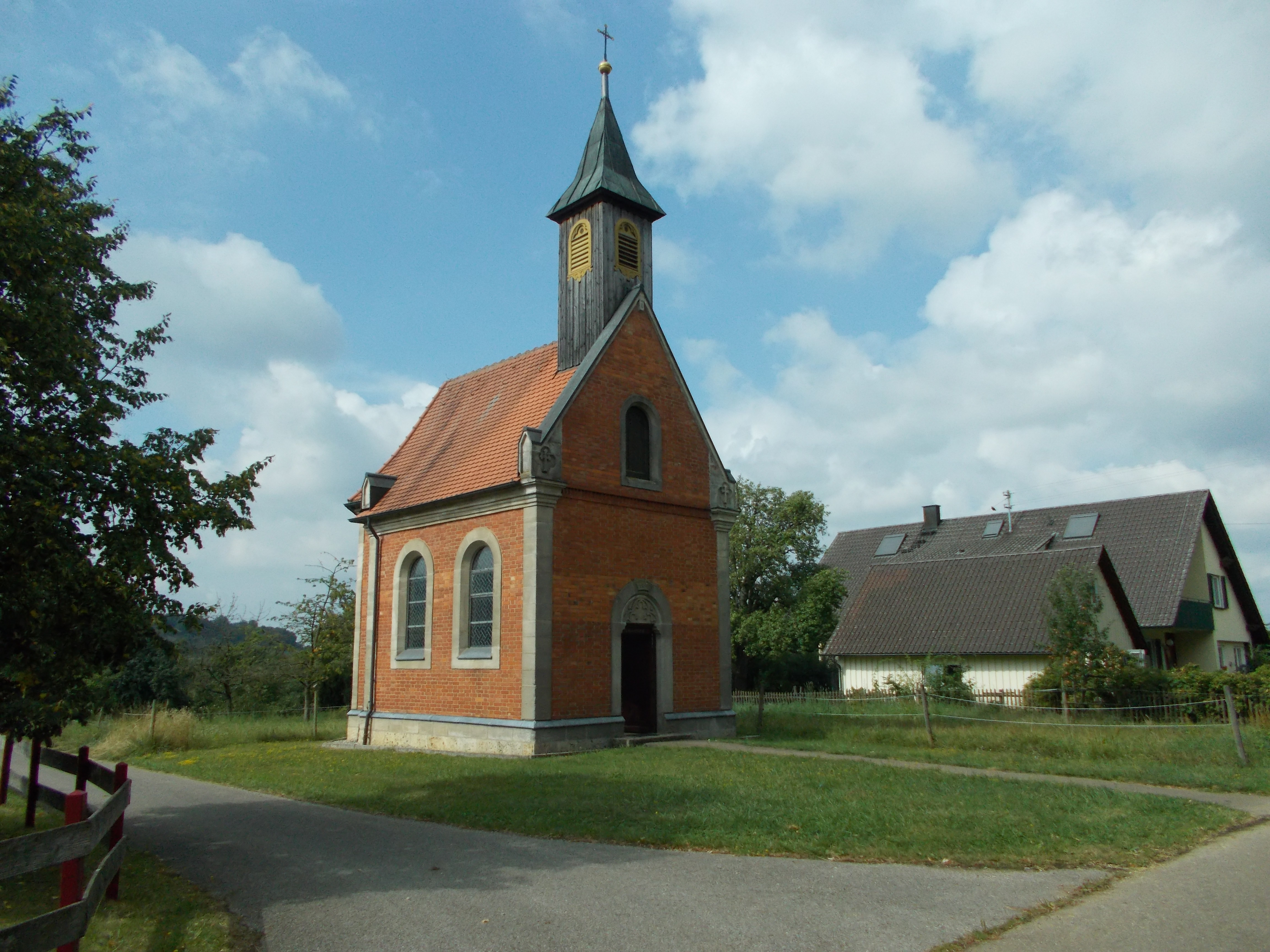
Kapelle Maria Immaculata
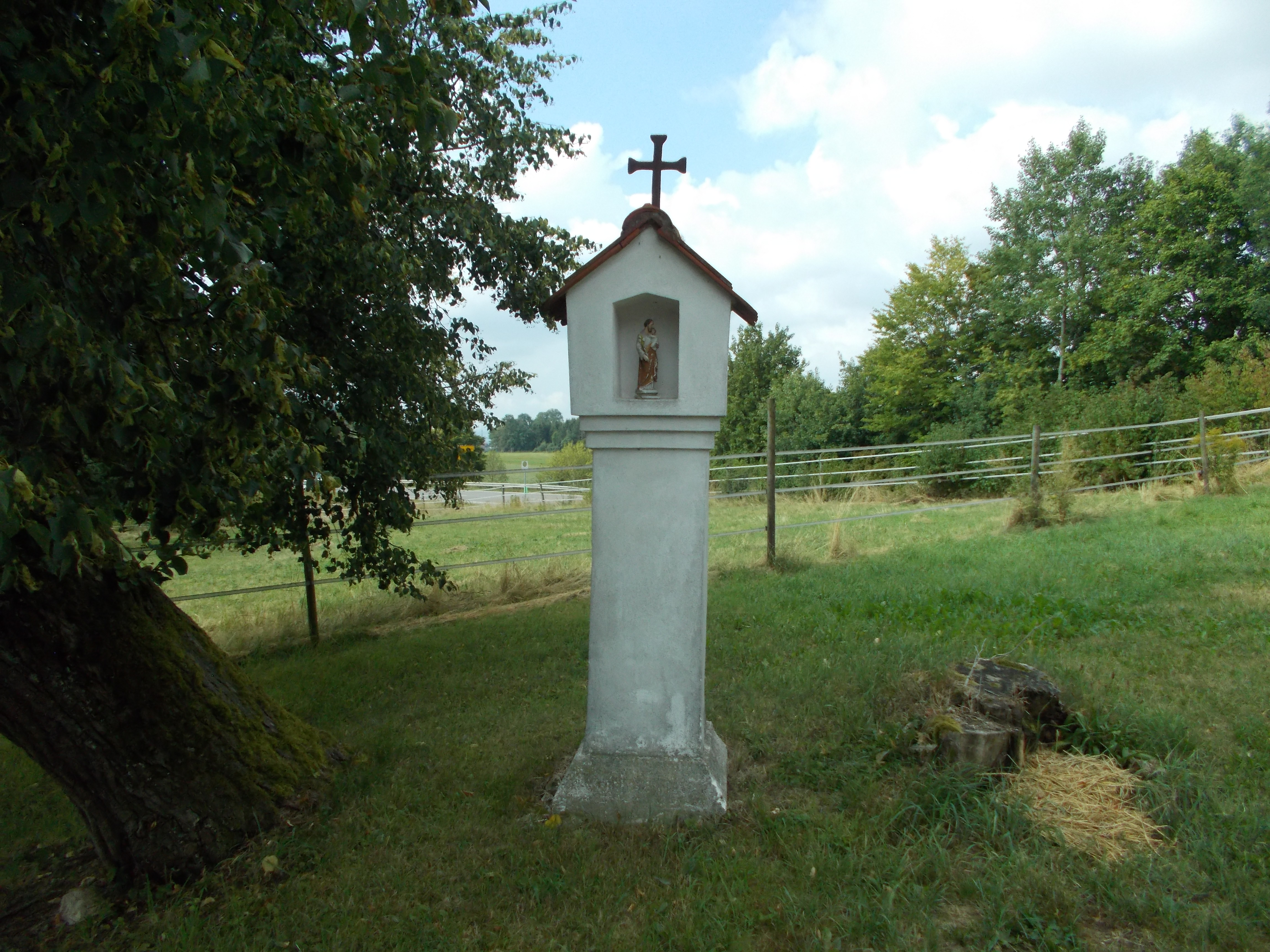
Wegschrein in Immenhofen

- Kapelle Maria Immaculata
- Wegschrein in Immenhofen